# Municipio de Otter Creek (condado de Vigo)
El municipio de Otter Creek (en inglés: Otter Creek Township) es un municipio ubicado en el condado de Vigo en el estado estadounidense de Indiana. En el año 2010 tenía una población de 9069 habitantes y una densidad poblacional de 98,32 personas por km².

## Geografía
El municipio de Otter Creek se encuentra ubicado en las coordenadas 39°33′38″N 87°20′54″O / 39.56056, -87.34833. Según la Oficina del Censo de los Estados Unidos, el municipio tiene una superficie total de 92.24 km², de la cual 91.28 km² corresponden a tierra firme y (1.04%) 0.96 km² es agua.

## Demografía
Según el censo de 2010, había 9069 personas residiendo en el municipio de Otter Creek. La densidad de población era de 98,32 hab./km². De los 9069 habitantes, el municipio de Otter Creek estaba compuesto por el 95.88% blancos, el 1.41% eran afroamericanos, el 0.2% eran amerindios, el 0.41% eran asiáticos, el 0.06% eran isleños del Pacífico, el 0.37% eran de otras razas y el 1.68% pertenecían a dos o más razas. Del total de la población el 1.44% eran hispanos o latinos de cualquier raza.